# Quercus undata
Quercus undata és una espècie de roure que pertany a la família de les fagàcies, dins de la secció dels roures blancs del gènere Quercus.

## Descripció
Quercus undata és un arbust o petit arbre que pot créixer més de 3 m d'altura. Està estretament relacionat amb el Quercus chihuahuensis.

## Distribució
Quercus undata és endèmic a Mèxic, a l'estat de Durango i creix als 2500 m.

## Taxonomia
Quercus undata va ser descrita per William Trelease i publicat a Memoirs of the National Academy of Sciences 20: 86, pl. 135. 1924.
Etimologia
Quercus: nom genèric del llatí que designava igualment al roure i a l'alzina.
undata: epítet llatí que significa de forma ondulada.